# Atropanthe
Atropanthe é um género botânico pertencente à família Solanaceae.